# Ubung (Jonggat)
Ubung is een bestuurslaag in het regentschap Centraal-Lombok van de provincie West-Nusa Tenggara, Indonesië. Ubung telt 9929 inwoners (volkstelling 2010).